# Caryomyia spinulosa
Caryomyia spinulosa är en tvåvingeart som beskrevs av Gagne 2008. Caryomyia spinulosa ingår i släktet Caryomyia och familjen gallmyggor. Inga underarter finns listade i Catalogue of Life.